# Cavia intermedia
Cavia intermedia е вид гризач от семейство Морски свинчета (Caviidae). Видът е критично застрашен от изчезване.

## Разпространение
Разпространен е в Бразилия.

## Описание
Популацията на вида е намаляваща.. Обитава 4 хектара в държавния парк Сера до Табулейро. Храни се с тревистите: синьо-зелен островърх Paspalum vaginatum, височина 10 - 79 см и синьо-сиви или зелени Stenotraphrum с височина 6 - 50 см. Дължина 20 - 40 см на цилиндричното кафяво или сиво тяло, дълга груба козина, без козина по късите уши и по-дълга в областта на врата, без полов диморфизъм, четири пръста на всеки преден крак и три пръста на всеки заден крак. Тегло 495 - 750 грама. Бременност около 60 дни, ражда едно - две малки.